# Simulium guimari
Simulium guimari är en tvåvingeart som beskrevs av Becker 1908. Simulium guimari ingår i släktet Simulium och familjen knott.
Artens utbredningsområde är Kanarieöarna. Inga underarter finns listade i Catalogue of Life.